# Gulden sleutelbloem
De gulden sleutelbloem, voorheen echte sleutelbloem, ook (België) gewone sleutelbloem (Primula veris) is een plant uit de sleutelbloemfamilie (Primulaceae). Hij komt voor in weilanden en bossen. In Nederland is de plant vanaf 1 januari 2017 niet meer wettelijk beschermd.

## Kenmerken
De bladeren vormen een rozet, dat langwerpig en getand is. Het rozet eindigt in een gevleugelde, behaarde steel. De hoogte van de plant is 15-30 cm.
De bloemen zijn geel van kleur. In de keel zitten oranje vlekken. De bloemkroon is klokvormig, evenals de vijftandige kelk. Maximaal dertig bloemen vormen een schermachtig geheel op een bloemsteel van 10-30 cm lang. De bloeitijd loopt van april tot juni.
De gulden sleutelbloem draagt een eivormige doosvrucht die omsloten wordt door de kelk.

## Plantengemeenschap
Gulden sleutelbloem is een indicatorsoort voor het mesofiel hooiland (hu) subtype 'Kamgrasgrasland op kalkrijke bodem', een karteringseenheid in de Biologische Waarderingskaart (BWK) van Vlaanderen en het Brussels Hoofdstedelijk Gewest.